# Giovanni Vildera
Giovanni Vildera (Montebelluna, 4 marzo 1995) è un cestista italiano.
Nato a Montebelluna, è cresciuto a Padova, nel quartiere di Mortise. Fa del semi-gancio mancino il suo colpo da specialista del pitturato. Nel 2021 si è laureato in Scienze dell'Alimentazione.

## Carriera
Nel 2014-2015 milita per la prima volta in Serie A2 Silver con l'ingaggio da parte della Fulgor Omegna. Rimane poi in A2 per alcuni anni, fino al 2020, dividendosi nel frattempo tra la stessa Omegna, la Mens Sana Siena, la Pallacanestro Biella e la N.P.C. Rieti.
Dopo aver vissuto la sua prima vera stagione nella massima serie italiana nel 2020-2021 con i colori di Treviso Basket (3,2 punti e 1,0 rimbalzi in 9,2 minuti di utilizzo medio), torna nel campionato di Serie A2 giocando un anno per il Kleb Basket Ferrara.
Per la stagione 2022-2023 firma per la Pallacanestro Trieste 2004, squadra che milita nella Serie A (LBA). Le sue medie stagionali sono di 3,9 punti e 1,5 rimbalzi in 11,1 minuti di gioco, in un'annata conclusa a livello di squadra con la retrocessione in A2. L'anno seguente, tuttavia, contribuisce al ritorno dei giuliani in Serie A con un apporto di 8,8 punti e 6,3 rimbalzi tra regular season e play-off, poi diventati 9,0 punti e 7,6 rimbalzi nelle dieci partite dei play-off che consegnano la promozione ai biancorossi.
Per la stagione 2024-2025 firma con la New Basket Brindisi, neo-retrocessa in Serie A2.